# 塚下兼吾
塚下 兼吾（つかした けんご、1978年3月8日 - ）は日本で活動するミュージカル俳優および元バレエダンサーである。三重県出身。劇団四季所属。

## 来歴
8歳からバレエを始め、大阪芸術大学舞台芸術学科在学中よりバレエダンサーとして活動していた。大学卒業後の2000年に劇団四季研究所へ入所し、ライオン・キングのアンサンブル役が四季での初舞台出演となった。その後も舞台出演を重ねていたが2008年に退団した。退団後はバレエ講師として活動していたが、2015年に劇団四季へ再入団している。

## 主な出演作品
- ライオン・キング（アンサンブル）
- はだかの王様（アンサンブル）
- 美女と野獣（アンサンブル）
- アンデルセン（アンサンブル）
- コーラスライン（ブッチ）
- エビータ（アンサンブル）
- キャッツ（コリコパット、タンブルブルータス）